# NGC 1953
NGC 1953 (другое обозначение — ESO 56-SC118) — рассеянное скопление в созвездии Золотая Рыба.
Этот объект входит в число перечисленных в оригинальной редакции «Нового общего каталога».
Согласно диаграмме цвет-величина, возраст скопления составляет 250±50 миллионов лет. NGC 1953, возможно, содержит цефеиды. Самая яркая звезда асимптотической ветви гигантов в этом скоплении является звездой S-типа, в спектре которой также видны сильные бальмеровские линии излучения.